# Рај Брук (Њујорк)
Рај Брук (енгл. Rye Brook) град је у америчкој савезној држави Њујорк.

## Демографија
По попису из 2010. године број становника је 9.347, што је 745 (8,7%) становника више него 2000. године.
| Група             | 2000.         | 2010.         |
| Белци             | 7.602 (88,4%) | 7.621 (81,5%) |
| Афроамериканци    | 89 (1,0%)     | 144 (1,5%)    |
| Азијати           | 366 (4,3%)    | 425 (4,5%)    |
| Хиспаноамериканци | 468 (5,4%)    | 1.034 (11,1%) |
| Укупно            | 8.602         | 9.347         |